# Gámbita (ort i Colombia)
Gámbita är en ort i Colombia.   Den ligger i departementet Santander, i den centrala delen av landet, 170 km nordost om huvudstaden Bogotá. Gámbita ligger 1 891 meter över havet och antalet invånare är 742.
Terrängen runt Gámbita är huvudsakligen kuperad, men västerut är den bergig. Runt Gámbita är det ganska tätbefolkat, med 65 invånare per kvadratkilometer. Närmaste större samhälle är Santana, 19,5 km nordväst om Gámbita. I omgivningarna runt Gámbita växer i huvudsak städsegrön lövskog.